# Recogne (Bastenaken)
Recogne is een gehucht in Noville, een deelgemeente van Bastenaken in de Belgische provincie Luxemburg. Het ligt twee kilometer ten zuidwesten van Noville, richting Bastenaken en Longchamps.

## Geschiedenis

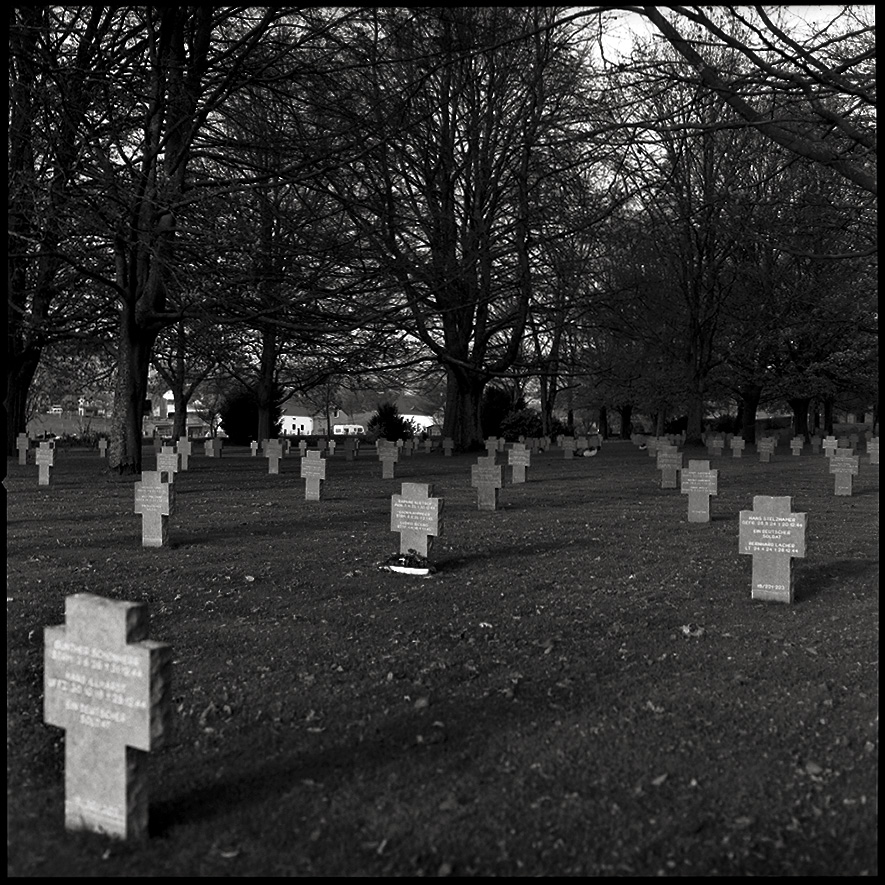
Oorlogsbegraafsplaats in Recogne

In december 1944 werd rond deze plaats zwaar gevochten in de Slag om de Ardennen. In Recogne is daarvan nog een Duits oorlogsbegraafplaats te vinden, het Deutscher Soldatenfriedhof Recogne-Bastogne.
Op 17 december 1994 werd een monument onthuld voor de Indianen die dienstdeden in het Amerikaanse leger.

## Bezienswaardigheden
- het Deutscher Soldatenfriedhof Recogne-Bastogne, een Duitse militaire begraafplaats met 6.807 Duitse gesneuvelde militairen uit de Tweede Wereldoorlog.

Behalve de plaatsen die met de Tweede Wereldoorlog verband houden is er meer te vinden, waaronder:
- het kasteel van Recogne uit 1840
- de Sint-Donatiuskerk uit 1872

Deelgemeenten: Bastenaken · Bertogne ·Flamierge ·Longchamps · Longvilly · Noville · Villers-la-Bonne-Eau · Wardin

Overige dorpen: Al-Hez · Arloncourt · Benonchamps · Berhain · Bethomont · Bizory · Bourcy · Bras · Champs · Cobru · Compogne · Fagnoux · Fays · Flamisoul · Foy · Frenet · Gives · Givroulle · Givry · Hardigny · Harzy · Hemroulle · Horritine · Isle-la-Hesse · Isle-le-Pré · Livarchamps · Losange · Lutrebois · Lutremange · Luzery · Mande-Saint-Étienne · Mageret · Marenwez · Marvie · Michamps · Moinet · Monaville · Mont · Neffe · Oubourcy · Rachamps · Recogne · Remoifosse · Rolley · Rouette · Roumont · Salle · Savy · Senonchamps · Troismont · Tronle · Vaux · Wicourt · Wigny · Withimont

Belgische gemeenten · Arrondissement Aarlen · Luxemburg · Wallonië